# جو جو وايت
جو جو وايت (بالإنجليزية: Jo Jo White) (مواليد 16 نوفمبر 1946 في سانت لويس - 16 يناير 2017)، هو لاعب كرة سلة أمريكي سابق تحول إلى التدريب بعد الاعتزال بدأ مسيرته الاحترافية في سنة 1969. يبلغ طوله 6 قدم 3 بوصة (1.9 م). مثّل منتخب بلاده. شارك في مسابقة كرة السلة في الألعاب الأولمبية الصيفية. اعتزل اللعب في 1981. توفي يوم 16 يناير 2017.

## فرق لعب لها
- بوسطن سيلتكس
- غولدن ستايت ووريورز
- سكرامنتو كينغز

## الميداليات
| الميدالية | المسابقة                       |
| --------- | ------------------------------ |
| ذهبية     | الألعاب الأولمبية الصيفية 1968 |

## روابط خارجية
- جو جو وايت على موقع IMDb (الإنجليزية)
- جو جو وايت على موقع الموسوعة البريطانية (الإنجليزية)
- جو جو وايت على موقع ألو سيني (الفرنسية)
- جو جو وايت على موقع أول موفي (الإنجليزية)
- جو جو وايت على موقع إن إن دي بي (الإنجليزية)
- جو جو وايت على موقع كينوبويسك (الروسية)
- جو جو وايت على موقع الاتحاد الدولي لكرة السلة (الإنجليزية)
- جو جو وايت على موقع إن بي أي (الإنجليزية)
- جو جو وايت على موقع سبورتس رفرنس (الإنجليزية)
- جو جو وايت على موقع كلية كرة السلة في سبورتس رفرنس.كوم (الإنجليزية)
- جو جو وايت على موقع ريلجم (الإنجليزية)
- جو جو وايت على موقع بروبوليرز (الإنجليزية)
- جو جو وايت على موقع سبورتس رفرنس (الإنجليزية)
- جو جو وايت على موقع اللجنة الأولمبية الدولية (الإنجليزية)
- جو جو وايت على موقع أوليمبيديا (الإنجليزية)
- جو جو وايت على موقع قاعة كنساس للمشاهير الرياضية (مؤرشف) (الإنجليزية)